# Cognitieve psychologie
De cognitieve psychologie is de tak van de psychologie die zich met cognitie bezighoudt, dus met alle psychische processen die te maken hebben met zaken als begrip, kennis, herinneringen en geheugen, probleemoplossen en informatieverwerking. Het is een van de cognitiewetenschappen. De nog weinig onderzochte en complexe psychische mechanismen van het menselijk denken vormen het onderzoeksobject van deze tak in de wetenschap. In de toegepaste cognitieve psychologie heeft het specialisme ook een meer toepassingsgerichte subdiscipline.
In tegenstelling tot een tak van de psychologie als het behaviorisme, gaat de cognitieve psychologie niet uit van het gedrag van individuen, en de observeerbare indruk die zij maken op de buitenwereld, maar beschouwt de cognitieve psychologie de cognitie als onderwerp dat zelfstandig bestudeerd kan worden.

## Geschiedenis

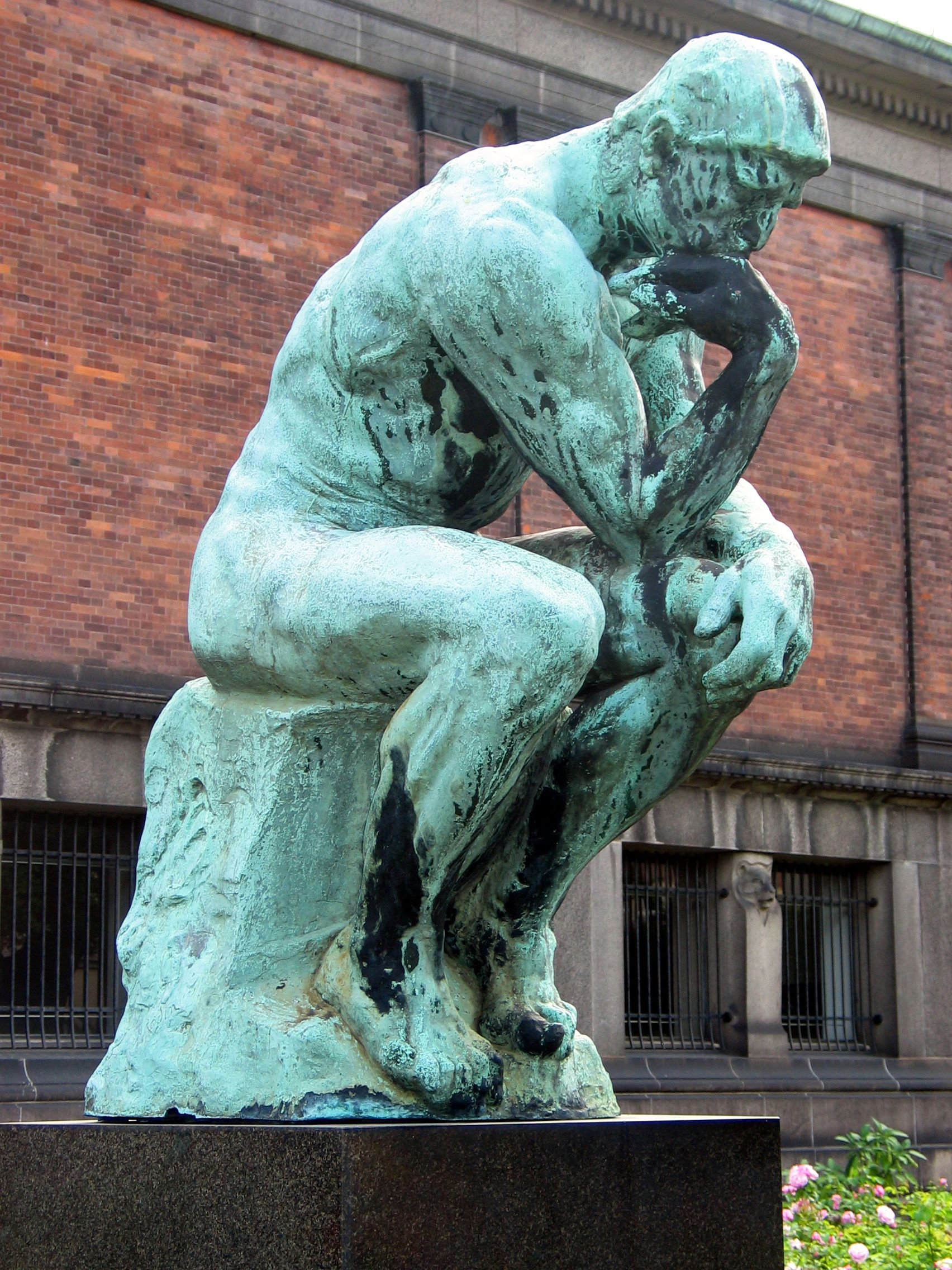
De Denker van Rodin

Na het behaviorisme, dat in het midden van de 20e eeuw hoogtij vierde in de Verenigde Staten, waren Edward C. Tolman en Frederic Bartlett de eersten die de zwarte doos van het behaviorisme als het ware openden. Zij bestudeerden ook het geheel van fenomenen die plaatsvinden tussen de stimulatie van het organisme door de omgeving en de observeerbare reactie van dit organisme.
De cognitieve psychologie is feitelijk in de jaren vijftig ontstaan, gelijktijdig met de kunstmatige intelligentie. Toen men dat wat voorheen als de "zwarte doos" werd beschouwd, eenmaal begon te bestuderen was het nodig concepten te ontwikkelen om de processen die plaatsvonden te beschrijven. Het begin van de informatica heeft een arsenaal aan concepten bijgedragen waarmee cognitie kon worden behandeld, met noties als informatie, informatieverwerking en informatiesystemen. Veelal werd de menselijke cognitie vergeleken met de manier waarop informatie door computers wordt verwerkt. De Engelse term cognitive psychology werd overigens pas in 1967 door Ulrich Neisser voor het eerst gebruikt.
Hoewel aanzienlijke vooruitgang is geboekt sinds deze periode, blijft de notie van informatiesystemen een centrale rol spelen binnen de cognitieve modellen. Dit zowel binnen formele benaderingen, waarbij symboolmanipulatie cognitie representeerde, als binnen connectionistische benaderingen, met neurale netwerken, alsook binnen hybride benaderingen.
Twee belangrijke punten waarop de cognitieve psychologie brak met voorgaande stromingen binnen de psychologie, zijn:
- Het gebruik van de wetenschappelijke methode en verwerping van introspectie, zoals deze bij fenomenologische benaderingen, bijvoorbeeld psychoanalyse, gebruikt werd;
- De expliciete erkenning van het bestaan van interne geestestoestanden, zoals geloof, verlangen en motivatie, dit in tegenstelling tot het behaviorisme.

## Cognitieve psychologie en linguïstiek

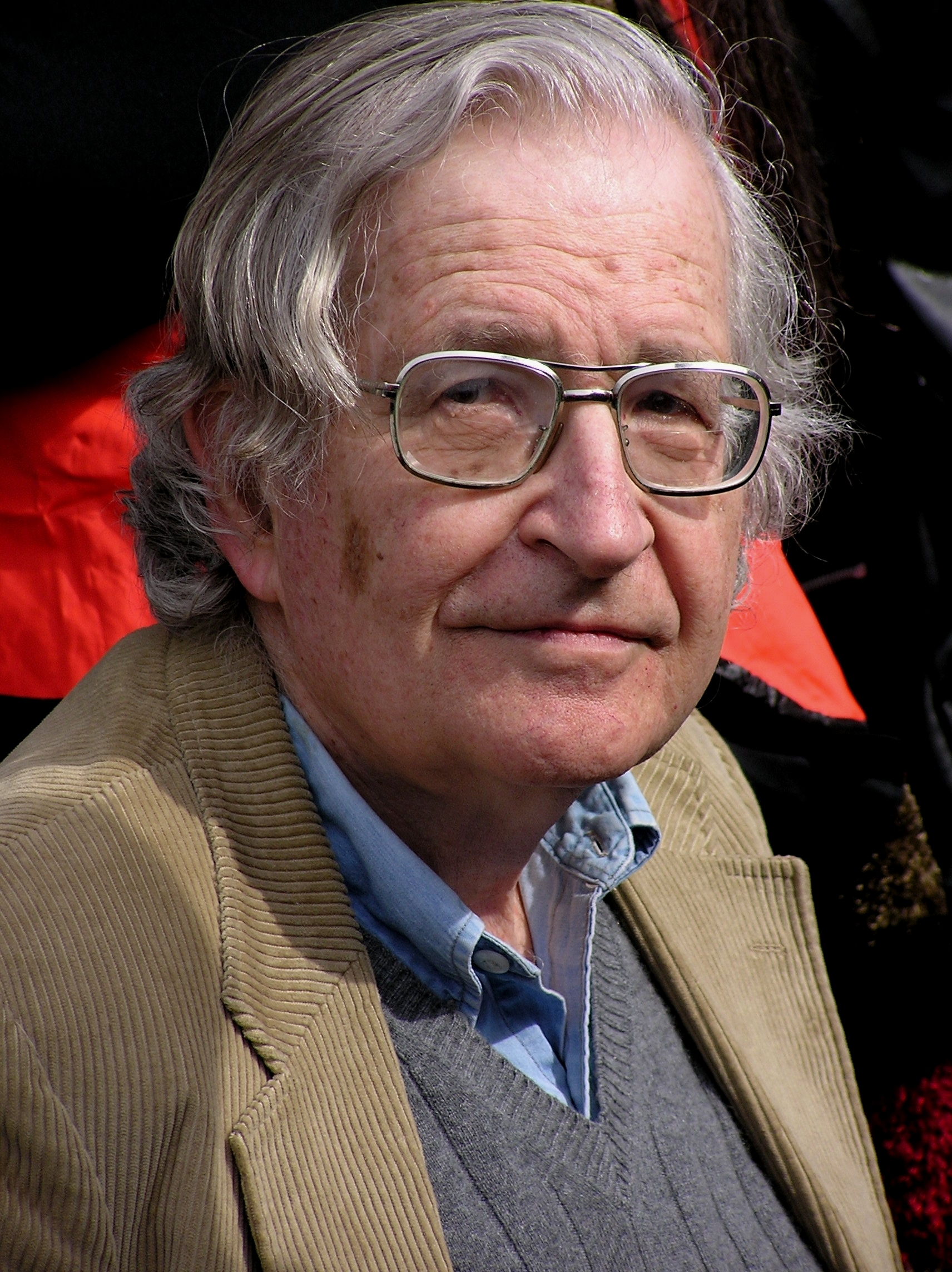
Noam Chomsky

Een taalkundige die een belangrijke rol speelde binnen de cognitiewetenschappen in het algemeen en de cognitieve psychologie in het bijzonder, is Noam Chomsky. Zijn rationalistische taaltheorieën, die uitgingen van een aangeboren taalvermogen of universele grammatica, waren een stimulans voor cognitief psychologisch onderzoek, bijvoorbeeld in oudere theorieën waarbij transformaties plaatsvonden tussen een dieptestructuur en een oppervlaktestructuur van zinnen ging men met hersenonderzoek meten om te zien of de tijd die deze transformaties kostten, meetbaar waren en of zij resulteerden in bepaalde waarneembare hersenactiviteit. Hij zette zich sterk af tegen het behaviorisme en leverde kritiek op B.F. Skinner. Binnen zijn benaderingen werd de linguïstiek als tak van de cognitiewetenschappen beschouwd. De tak van de linguïstiek die zich heel specifiek voornamelijk met psychologische aspecten van natuurlijke taalverwerking bezighoudt, is de psycholinguïstiek.
Ook andere wetenschappers legden een verband tussen de linguïstiek en cognitieve psychologie. Een van de eerste cognitieve psychologen, George A. Miller, staat erom bekend dat hij zijn carrière heeft gewijd aan de ontwikkeling van WordNet, een soort semantisch netwerk voor de Engelse taal. De ontwikkeling hiervan begon in 1985 en tegenwoordig is WordNet de basis voor veel ontologieën.

## Cognitieve psychologie en neurowetenschappen
Binnen de cognitieve psychologie wordt veel gebruikgemaakt van de resultaten van hersenonderzoek. Deze benadering heet cognitieve neurowetenschap. De fysiologische aspecten van cognitie worden onderzocht door neurowetenschappen zoals de neuropsychologie (een tak van de psychologie), de neurofysiologie (een tak van de biologie), en de neurologie (een tak van de medische wetenschap). De term cognitieve neurowetenschap slaat op een nieuwe discipline waarin systematisch wordt geprobeerd hersenonderzoek en cognitieonderzoek vanuit een meer integratieve optiek te benaderen. Bij proefopstellingen wordt veelal gebruikgemaakt van dierproeven, omdat het experimenteren met mensen in veel gevallen niet ethisch verantwoord geacht wordt. Ook dierproeven worden overigens veelal om diezelfde reden bekritiseerd.

## Invloedrijke cognitieve psychologen
| - John R. Anderson - Alan Baddeley - Frederic Bartlett - Aaron T. Beck - Donald Broadbent - Jerome Bruner - Fergus Craik - Kenneth Craik - Hermann Ebbinghaus - Albert Ellis - William Estes - Keith Holyoak - Marcia K. Johnson | - Philip Johnson-Laird - Daniel Kahneman - Elizabeth Loftus - James McClelland - George A. Miller - Ulrich Neisser - Allen Newell - Allan Paivio - Jean Piaget - Steven Pinker - Michael Posner - Henry L. Roediger III - Eleanor Rosch | - David Rumelhart - Daniel Schacter - Roger Shepard - Herbert Simon - Elizabeth Spelke - George Sperling - Saul Sternberg - Larry Squire - Endel Tulving - Anne Treisman - Amos Tversky - Lev Vygotski |